# Кярдла (аэропорт)
Кярдлаский аэропорт (ИАТА: KDL, ИКАО: EEKA) — аэропорт в Эстонии. Расположен в 7 км к востоку от города Кярдла на острове Хийумаа.
В аэропорту имеется асфальтовая взлётно-посадочная полоса длиной 1520 метров и шириной 30 метров. В 1998 году ВПП прошла реконструкцию.

## История
Кярдлаский аэропорт был открыт в 1963 году. В течение последующих лет аэропорт был достаточно активен, имея регулярные рейсы в Таллин, Хаапсалу, Вормси, Курессааре, Ригу, Пярну, Вильянди и Тарту, а также чартерные рейсы в Мурманск, Вильнюс и Каунас. В 1987 году пассажиропоток аэропорта составил 24 335 человек. Но в 1991 году, после восстановления независимости Эстонии, воздушный поток резко снизился, и в 1995 году составил всего 727 человек. После этого воздушное сообщение начало возобновляться, а пассажиропоток — расти, и в 2012 году он достиг 9700 человек.
23 ноября 2001 года самолёт Ан-28 авиакомпании ELK Airways, следовавший из Таллина в Кярдла, потерпел крушение недалеко от Кярдлаского аэропорта. Из 17 человек на борту 2 человека погибли.